# Mắm ổi
Mắm ổi (Avicennia marina) là một loài thuộc thực vật ngập mặn thuộc chi Mắm. Loài này phân bố ở vùng bãi triều ở các cửa sông ven biển. Sách tra cứu tên cây cỏ Việt Nam của TS Võ Văn Chi, NXB Giáo dục, 2007, còn ghi tên gọi khác của loài này là mắm đen, trong khi một số tài liệu khác cho rằng mắm đen là loài Avicennia officinalis.

## Phân bố
Loài này phân bố dọc theo bờ biển phía đông của châu Phi, Tây Nam Á, kéo dài từ Nam và Đông nam châu Á đến Úc. Ở New Zealand, phân bố giữa 34 và 38 độ nam; trong tiếng Māori nó có tên là 'manawa'. Nó là một trong số ít loài ngập mặn được tìm thấy ở các khu vực khô cằn ven biển của bán đảo Ả Rập, chủ yếu trong các môi trường sabkah ở Các tiểu vương quốc Ả rập thống nhất, Qatar
, Oman, cũng như ở các môi trường tương tự hai bờ Biển Đỏ ở Yemen, Ả Rập Xê Út, Ai Cập và miền đông Sudan, và miền nam Iran dọc bờ biển vịnh Ba Tư.
Mắm ổi là cây thânn gỗ loại trung bình, cao 1,5 - 6m, cây lớn có thể cao đến 15m, sống thuần loại hoặc mọc lẫn với đước.
Gỗ cây làm củi hoặc đóng đồ gia dụng. Quả ăn được, hoa làm thức ăn cho ong mật. Một số bộ phận của cây được dùng làm thuốc.
Một số phân loài đã được công nhận:

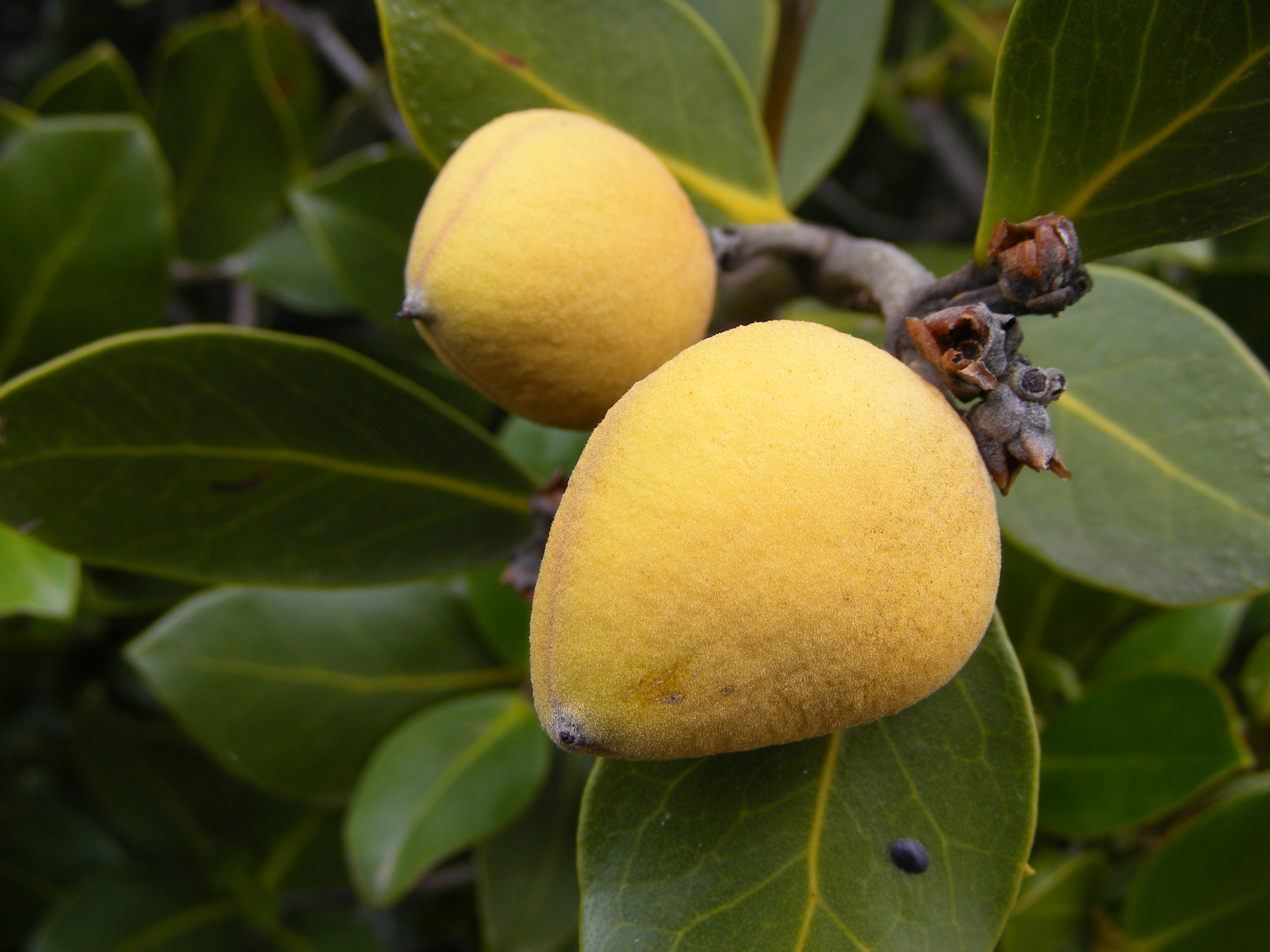

- Avicennia marina subsp. australasica
- Avicennia marina subsp. eucalyptifolia
- Avicennia marina subsp. marina

Một số tài liệu Việt Nam ghi nhận loài này có một số thứ:
- Avicennia marina (Forssk.) Vierh. var. rumphiana Bakhuiz.: mắm đen, mắm quăn
- Avicennia marina (Forssk.) Vierh. var. intermedia Griff.